# فرانك رايت (لاعب كريكت)
فرانك رايت (بالإنجليزية: Frank Wright)‏ (6 أبريل 1844 - 15 فبراير 1924) هو لاعب كريكت بريطاني (وحمل سابقاً جنسية المملكة المتحدة لبريطانيا العظمى وأيرلندا).